# Голяма пясъчна пустиня
Голямата пясъчна пустиня (на английски: Great Sandy Desert) е пустиня в северозападната част на Австралия, разположена в северната част на щата Западна Австралия. Площта ѝ е 284 993 км² и е втората по големина пустиня в Австралия след Голямата пустиня Виктория. На юг граничи с пустинята Гибсън, на югозапад достига подножията на планината Хамърсли, а на изток – подножията на планината Мъсгрейв. На север и ограничена от долината на река Фицрой, а на северозапад достига до брега на Индийския океан. Средната ѝ надморска височина на юг е 400 – 500 m, а на север – около 300 m.

## Географска характеристика
Голяма част от повърхността на пустинята е заета от успоредно разположени пясъчни дюни със средна височина 10 – 12 m (максимална до 30 m), разположени от изток на запад или от изток-югоизток на запад-северозапад, по направление на господстващите ветрове и разделени от широки (до няколко стотин метра) глинесто-солонакови равнини. В нея са разположени множество солончакови езера запълващи се с вода епизодично – Дисапонтмейн (на границата с пустинята Гибсън, на юг), Маккай, Уилс, Уайт (на изток), Грегъри (на североизток). В езерото-солончак се влива епизодичната река Стърт Крийк. В североизточната ѝ част се намира и метероитния кратер Улф Крийк, който има диаметър 875 m. Голямата пясъчна пустиня е едно от най-горещите места в Австралия. През лятото (декември – февруари) средната температура на въздуха е около 35°С, а през зимата 15 – 20°С. През лятото северозападните екваториални мусони пренасят ограничено количество валежи, с годишна сума от 450 mm на северозапад до 200 mm на югоизток. Голяма част от падналите валежи се изпарява или попива в пясъците. Рядката растителност е представена предимно от бодливи ксерофитни житни треви (спинифекс и др.), храстови акации мулга на юг и храстови евкалипти на север.

## Историческа справка
За първи път Голямата пясъчна пустиня е пресечена от изток на запад от английският изследовател на Австралия Питър Уорбъртън през 1873 г. Впоследствие е посещавана и от други изследователи, но въпреки това и досега тя е слабо изследвана. В нея има много малко население, а живелите в нея малки групи от аборигени са отстранени насилствено, заради опити с балистични ракети провеждани там през 50-те години на 20 век.